# Аскапоцалько
Аскапоца́лько, на языке науатль — Azcapotzalco, букв. «на муравейнике» — доколумбовое тепанекское государство (альтепетль) в долине Анауак (современная долина Мехико) на западном берегу озера Тескоко. Аскапоцалько был сначала покровителем, а затем главным противником ацтекского государства и их союзников. Жители города назывались «аскапоцалька».
Согласно хроникёру XVII века Чимальпаину, Аскапоцалько основали чичимеки в 995 году. Наиболее известным правителем (тлатоани) был Тесосомок.